# Trichodesma africanum
Trichodesma africanum är en strävbladig växtart som först beskrevs av Carl von Linné, och fick sitt nu gällande namn av Robert Brown. Trichodesma africanum ingår i släktet Trichodesma och familjen strävbladiga växter. Inga underarter finns listade i Catalogue of Life.